# Towards the Sun
«Towards the Sun» es una canción interpretada por la cantante barbadense Rihanna para la banda sonora de la película Home. Escrito por Tiago Carvalho, Gary Go y Rihanna, se estrenó en la BBC Radio 1 el 24 de febrero de 2015 y fue lanzado para descarga digital como primer sencillo el mismo día de la banda sonora. «Hacia el Sol» es una balada pop a medio tiempo con influencias R&B y cuenta con letras positivas y optimistas. Su composición recibió comparación con las obras de la banda británica Coldplay y su colaboración con Rihanna en el 2012, Princess of China.

## Producción y lanzamiento
En junio de 2012, se reveló que Rihanna podría protagonizar el papel principal en la película Happy Smekday!, junto al actor estadounidense Jim Parsons. En septiembre de 2012, 20th Century Fox y DreamWorks Animation anunciaron que la película se estrenaría el 26 de noviembre de 2014. En junio de 2013, la película fue retitulada del Happy Smekday! a Home. En 2014, la revista Variety informó que, además de su papel en la voz, Rihanna estaba trabajando en un álbum conceptual de la película que se estrenaría el 17 de marzo de 2015. Más tarde se reveló que la banda sonora de la película también incluiría canciones grabadas por Charli XCX, Kiesza y Jennifer López. «Hacia el Sol» fue escrita por Tiago Carvalho, Gary Go y Rihanna. De Scott Mills estrenó la canción en la BBC Radio el 1 el 24 de febrero de 2015 y se puso a disposición para descarga digital el mismo día a través de la tienda iTunes Store.

## Listas
| País        | Lista                 | Mejor posición |
| ----------- | --------------------- | -------------- |
| Bélgica     | Ultratip (Valonia)    | 32             |
| Bélgica     | Ultratip (Flandes)    | 56             |
| Francia     | French Singles Chart  | 22             |
| Escocia     | Scotish Singles Chart | 42             |
| Reino Unido | UK Singles Chart      | 76             |